# NGC 5951
NGC 5951 is een balkspiraalstelsel in het sterrenbeeld Slang. Het hemelobject werd op 19 maart 1787 ontdekt door de Duits-Britse astronoom William Herschel.

## Synoniemen
- UGC 9895
- MCG 3-40-3
- ZWG 107.3
- IRAS 15313+1510
- PGC 55435